# William Brydges (4e baron Chandos)
William Brydges, 4e baron Chandos (v. 1552 - 1602), est un pair et homme politique anglais.

## Biographie
Il est le plus jeune fils d'Edmund Brydges et de Dorothy Bray (en), la plus jeune fille de Sir Edmund Braye (en).
Il est baron Chandos, Lord Lieutenant du Gloucestershire, et député de Cricklade. Il épouse Marie Hopton, fille de Sir Owen Hopton de Cockfield et Yoxford, et d' Anne Echingham.
William Brydges est remplacé par son fils unique, Grey Brydges. Sa fille, Béatrix Brydges, épouse Henry Poole, député de Cirencester. Une autre fille, Frances Brydges, s'est mariée d'abord à Thomas Smith, et ensuite à Thomas Cecil.